# Ronald Reagan Washington National Airport (metropolitana di Washington)
Ronald Reagan Washington National Airport è una stazione della metropolitana di Washington, situata sul tratto comune della linea blu e della linea gialla. Si trova ad Arlington, nei pressi dell'Aeroporto Nazionale di Washington-Ronald Reagan.
È stata inaugurata il 1º luglio 1977, contestualmente all'apertura della linea blu, di cui è stata capolinea fino al 1991. La stazione aprì con il nome National Airport, per poi prendere il nome attuale nel 2001 (dopo che l'aeroporto era stato dedicato a Ronald Reagan nel 1998).
La stazione è servita da autobus del sistema Metrobus (anch'esso gestito dalla WMATA).